# Gesprengter Giebel

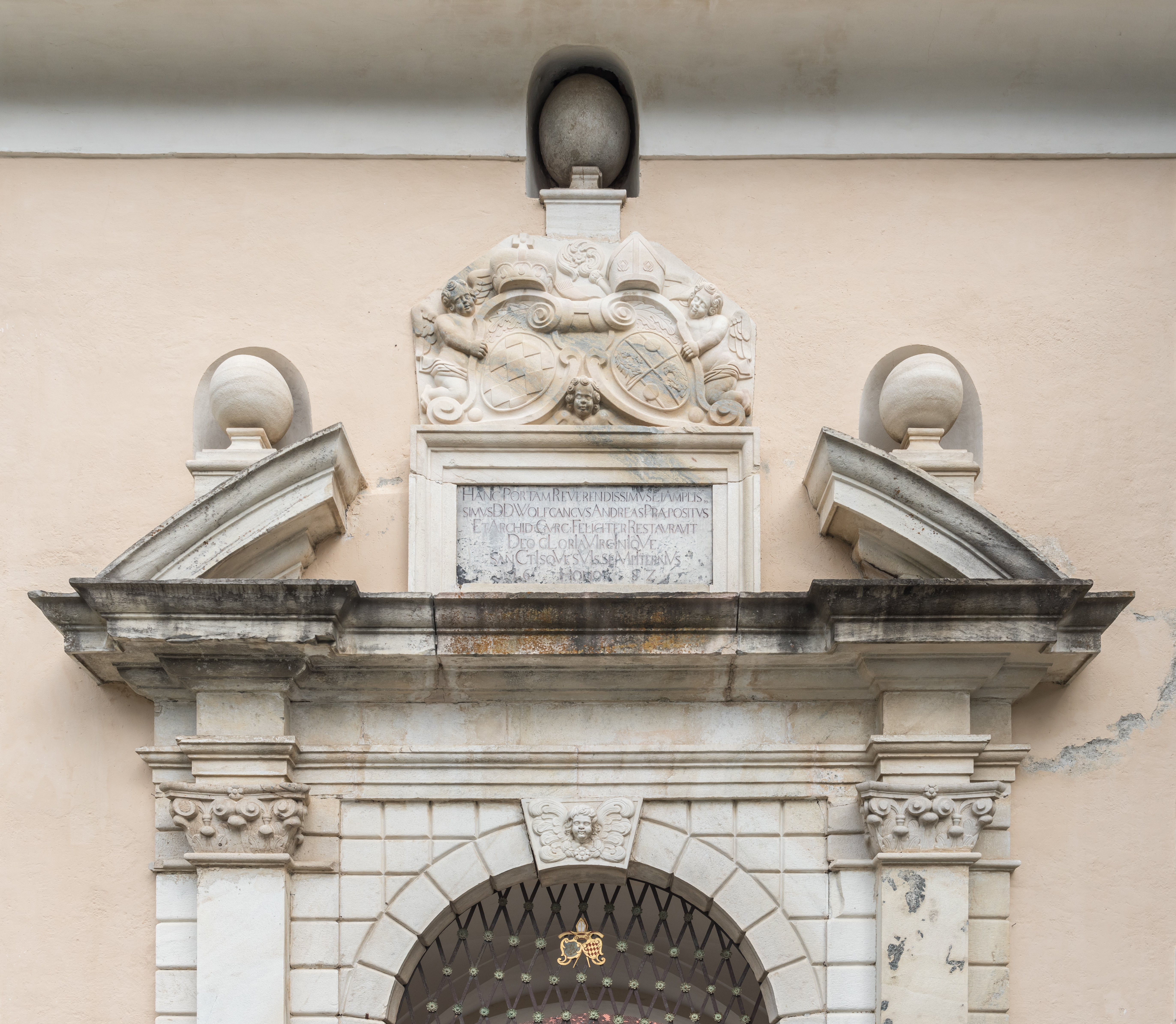
Gesprengter Giebel am Domstift in Gurk

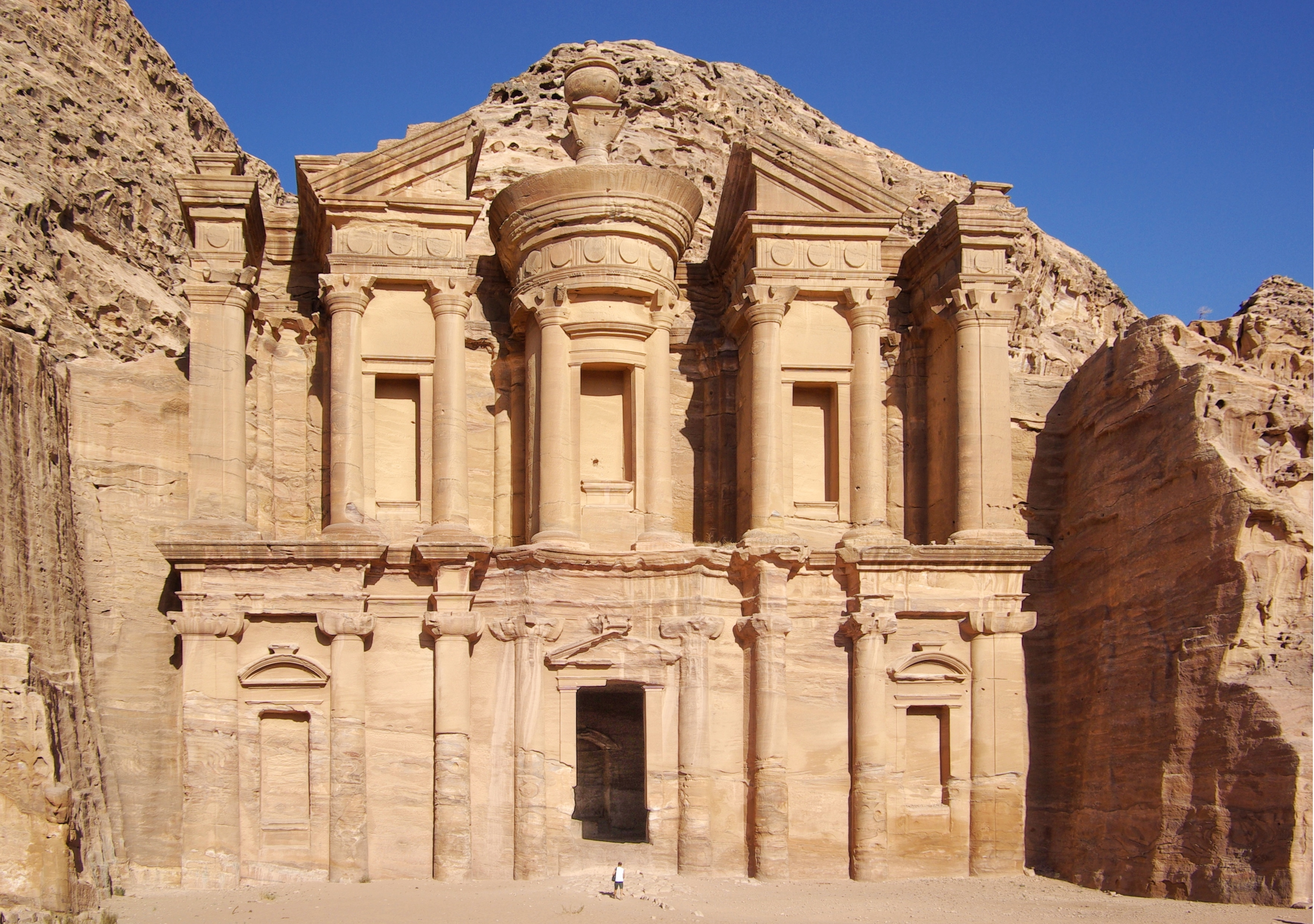
Felsgrab Ed-Deir in Petra

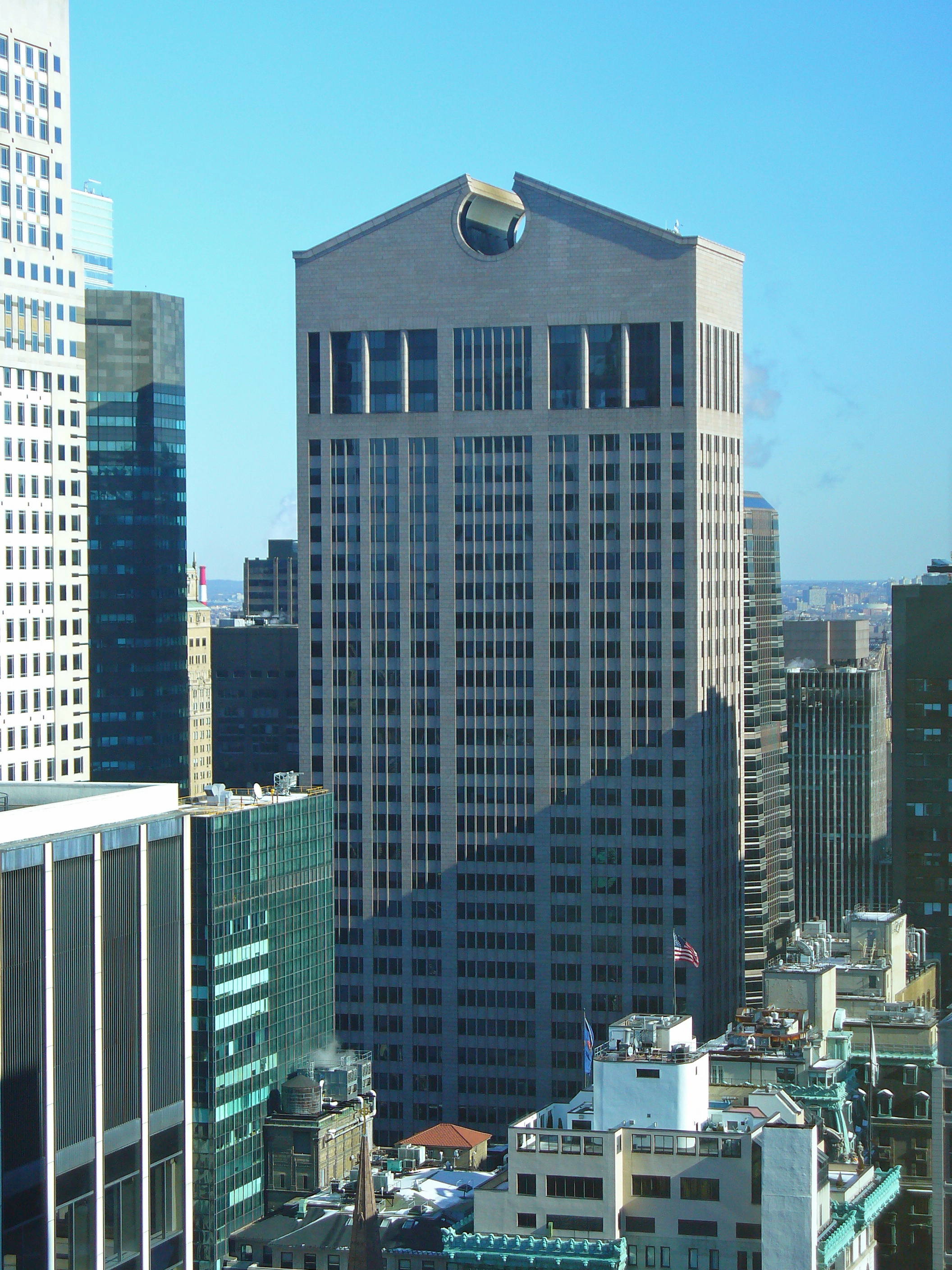
Sony Building, New York

Gesprengter Giebel oder Sprenggiebel, auch gebrochener Giebel, ist ein Fachbegriff aus der Architektur- und Kunstgeschichte. Er bezeichnet einen Dreiecks- oder Rundgiebel, dessen Mitte nicht geschlossen, sondern geöffnet ist. Der Mittelteil ist scheinbar zerstört oder unvollendet; er wirkt „gesprengt“. Dieser Mittelteil kann allerdings mit Vasen etc. ausgeschmückt sein.

## Geschichte
Der gesprengte Giebel wird vor allem mit der Architektur des Barock und seiner Fassadengestaltung in Verbindung gebracht, also dem 17. und 18. Jahrhundert. Er findet sich jedoch bereits in der Antike, so im späten Hellenismus bei den Felsengräbern von Petra und war auch in der römischen Architektur bekannt.
Das Motiv des gesprengten Giebels wird in der europäischen Architektur bis zum Historismus des 19. Jahrhunderts verwendet. Häufig auch als Wimperg, als Bekrönung oder Verdachung von Fenstern und Türen. 
Mit dem Durchbruch der modernen Architektur seit dem Beginn des 20. Jahrhunderts verschwand das Motiv, wurde Jahrzehnte später aber vereinzelt als Zitat in der Postmodernen Architektur wieder aufgegriffen. Ein bekanntes Beispiel ist Philip Johnsons AT&T Building (1979–1984, heute „Sony Building“) in New York.

## Möbelkunst
Wie viele andere Motive aus der Architektur wurde auch der gesprengte Giebel bei der Gestaltung von Möbeln und anderen Gebrauchsgegenständen übernommen. So wurden insbesondere im Historismus Einrichtungsgegenstände damit „bekrönt“.